# 2873 Binzel
2873 Binzel este un asteroid din centura principală descoperit pe 28 martie 1982 de Edward Bowell.

## Denumirea asteroidului
Asteroidul a primit numele 2873 Binzel, în onoarea lui Richard P. Binzel, astronom american, creator al Scării Torino, metodă de clasificare a riscului de impact al Pământului cu obiecte din apropierea Pământului (asteroizi, comete).